# Bill Hinzman
Samuel William "Bill" Hinzman (Coraopolis, 24 de outubro de 1936 - Darlington, 5 de fevereiro de 2012) foi um ator e diretor estadunidense.
Atou em filmes como: Night of the Living Dead (1968), Legion of the Night (1985), Santa Claws (1996), Evil Ambitions (1996), The Drunken Dead Guy (2005), entre outros.
Ele faleceu de câncer em 5 de fevereiro de 2012.